# Notek

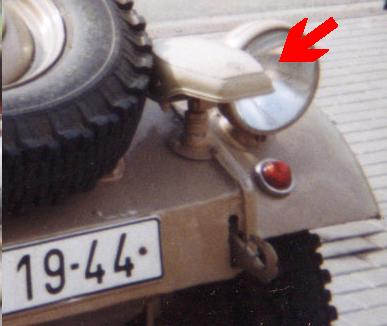
VW-Kübelwagen dotata di un faro Notek

Notek è un marchio della ditta tedesca, Nova-Technik GmbH, di Monaco.
Il faro Notek è un faro oscurato presente sulla maggior parte dei veicoli Tedeschi della seconda guerra mondiale.
Ne esisteva una versione anteriore (simile come forma ad un piccolo elmetto) che emetteva una luce gialla puntata verso il terreno ed oscurata verso l'alto e frontalmente, ed una versione posteriore (di forma rettangolare) dotata di 4 piccole luci rosse: quest'ultima, oltre che a servire come luce di posizione, serviva anche per tenere una distanza ottimale durante gli spostamenti notturni con più veicoli.